# 小白 (網絡用語)
小白是一個中文網路術語，原意為「白紙一張」，用來形容在某個領域缺乏知識或經驗的新手。這個詞語常見於中國大陸、台灣與香港等地的網路社群，通常帶有親切、無貶義的語氣，類似於英文的newbie或beginner。

## 詞語來源與演變
「小白」最早出現在網路論壇和討論區，用來形容剛開始接觸某項技能或知識的新手。其來源可能與「白板」或「白紙」的意象有關，意指完全沒有基礎或尚未學習的狀態。隨著網路文化發展，「小白」的使用逐漸普遍，成為技術與非技術領域中對新手的一種通俗稱呼。

## 常見用法
- 電腦小白：對作業系統、電腦硬體或軟體應用幾乎不了解的初學者
- 程式小白：剛學習程式語言、演算法與開發環境的新手
- 投資小白：對股票、基金或其他理財工具缺乏基礎知識的新手
- 遊戲小白：初次接觸某款電子遊戲，對玩法與規則不熟悉的新手玩家

## 術語比較
| 術語       | 定義                             | 英文對應          |
| ---------- | -------------------------------- | ----------------- |
| 小白       | 初學者，帶中性語氣               | Newbie / Beginner |
| 菜鳥       | 新手，略帶戲謔語氣               | Rookie            |
| 老鳥、大佬 | 資深、技術熟練者                 | Expert / Pro      |
| noob       | 缺乏技巧且不願學習的新手，帶貶義 | Noob              |